# Mario Garavaglia
Mario José Garavaglia (n. en Junín, Provincia de Buenos Aires, el 19 de marzo de 1937) es un físico argentino que se ha dedicado a la investigación de la óptica y el láser, y liderando la difusión de los estudios de óptica en América Latina. Se desempeña como investigador del CONICET y profesor de la Universidad Nacional de La Plata.

## Biografía
Mario Garavaglia nació en Junín, Provincia de Buenos Aires. Realizó sus estudios universitarios en la Universidad Nacional de La Plata donde obtuvo su licenciatura en Física en 1960, y el Doctorado en Física en 1965, con una tesis titulada "Spectografía laser sobre mercurio natural", aconsejado por Rafael Grinfeld. Completó sus estudios de posgrado en la Universidad de Upsala (Uppsala University, Suecia, con un trabajo sobre la emisión estimulada sobre mercurio natural, bajo la dirección de Kjell Bockasten y Bela Lengyel.
En 1969 fue designado profesor adjunto del Departamento de Física de la Universidad Nacional de la Plata. Ese mismo año ingresó en la carrera de investigador del Consejo Nacional de Investigaciones Científicas y Técnicas (CONICET) de Argentina, donde ha alcanzado el grado de investigador superior.
En 1966 Garavaglia lanzó el Laboratorio de Espectroscopía, Óptica y Láseres en el Departamento de Física de la UNLP. En 1977 fundó el Centro de Investigaciones Ópticas (CIOp), donde se desempeñó como director entre 1977 y 1992. El CIOp es una de las instituciones de educación e investigación en óptica más importantes de América Latina y cuenta con el único laboratorio con una instalación láser industrial del subcontinente.
En 1992 fue designado miembro del directorio del CONICET hasta 1995.

## Investigaciones
Garavaglia ha publicado más de 120 artículos de investigación en revistas internacionales. Desde 1959 sus investigaciones se han enfocado en temas como: óptica clásica y moderna (desde 1959), espectroscopia óptica de emisión (1959-1979), espectroscopia láser (1964-1981), física del láser (desde 1964), aplicaciones tecnológicas de la óptica y de los láseres (desde 1966), aplicaciones biomédicas de la óptica y de los láseres (desde 1978), óptica oftálmica y procesamiento retiniano y cerebral de imágenes (desde 1980), aplicación de métodos físicos en arqueología (desde 1986), óptica de fractales (desde 1992), y propagación de la luz y formación de imágenes a través de medios turbios y turbulentos (desde 1999).

## Publicaciones
Algunas de sus últimas publicaciones han sido:
- OPTOELECTRONICAL HIDDEN GRIDS AND MOIRÉ PATTERNS: BASICS AND APPLICATIONS IN DISTANCE MEASUREMENT, M. Garavaglia and A. P. Laquidara, Optical Engineering. 40, 2510-2516, 2001.
- TWO-DIMENSIONAL FRACTAL GRATINGS WITH VARIABLE STRUCTURE AND THEIR DIFFRACTION, C. Aguirre Vélez, M. Lehman and M. Garavaglia, Optik. 112, 209-217, 2001.
- APPLICATION OF THE STRUCTURED ILLUMINATION METHOD TO STUDY THE TOPOGRAPHY OF THE SOLE OF THE FOOT DURING A WALK; E. Cortizo, A. Moreno Yeras, J. R. Lepore and M. Garavaglia; SPIE Proceedings. 4419, 70-73, 2001.
- ANALYSIS OF A YOUNG-MICHELSON TAMDEM INTERFEROMETER; M. E. Manceñido, L. M. Zerbino and M. Garavaglia; SPIE Proceedings. 4419, 239-242, 2001.
- YOUNG INTERFERENCE THROUGH TRANSPARENT PLANE PARALLEL PLATES; L. M. Zerbino and M. Garavaglia; SPIE Proceedings. 4419, 243-246, 2001.
- SHEARING INTERFEROMETRY TO ANALYSE TWO-DIMENSIONAL FRACTAL GRATINGS; G. Ramírez Zabaleta, E. Tepichín Rodríguez, M. Lehman and M. Garavaglia; SPIE Proceedings. 4419, 273-276, 2001.
- DYNAMIC OIL DROPLETS CHANGES OBSERVED FROM PHASE SINGULARITIES IN A FIZEAU CONFOCAL INTERFERENCE MICROSCOPE; P. F. Meilán and M. Garavaglia; SPIE Proceedings. 4419, 313-316, 2001.
- HIDDEN GRIDS IN A CCD CAMERA AND THE SYNTHETIC APERTURE RADAR (SAR); M. Garavaglia and A. P. Laquidara; SPIE Proceedings. 4419, 317-320, 2001.
- FRAUNHOFER DIFFRACTION BY CANTOR FRACTALS: STUDY OF THEIR LACUNARITY; L. Zunino and M. Garavaglia; SPIE Proceedings. 4419, 466-469, 2001.
- THE FRACTIONAL BROWNIAN MOTIONS PROPERTY OF THE ATMOSPHERIC REFRACTION INDEX; D. G. Pérez and M. Garavaglia; SPIE Proceedings. 4419, 503-505, 2001.
- QUASI-MOIRÉ PATTERNS: THEIR GENERATION AND GEOMETRY; D. Zalvidea, P. F. Meilán and M. Garavaglia; SPIE Proceedings. 4419, 577-580, 2001.

## Premios
- Premio Bernardo Houssay 2005
- En 1999 la Comisión Internacional de Óptica  le entregó el Premio Galileo Galilei por voto unánime, debido a su trabajo sobre láseres y sus aplicaciones en la industria, la medicina y la biología, y por promover la óptica en América Latina.